# Lowiaceae
Famille
Classification APG III (2009)
La petite famille des Lowiacées regroupe des plantes monocotylédones ; elle comprend 15 espèces du genre Orchidantha (en).
Ce sont des plantes herbacées, acaules, pérennes, rhizomateuses, sympodiales, aux fleurs rappelant celles des orchidées, des régions tropicales, originaires de Chine et de Malaisie.

## Étymologie
Le nom vient du genre-type Lowia, synonyme tardif de Orchidantha (en grec fleur d'orchidée), donné en l'honneur du naturaliste britannique Hugh Low (1824–1905).

## Liste des genres
Selon World Checklist of Selected Plant Families (WCSP) (22 avr. 2010), Angiosperm Phylogeny Website (16 mai 2010), NCBI (22 avr. 2010) & DELTA Angio (22 avr. 2010) :
- genre Orchidantha  N.E.Br., Gard. Chron., n.s. (1886)

## Liste des espèces
Selon World Checklist of Selected Plant Families (WCSP) (13 février 2012) :
- genre Orchidantha (en)  N.E.Br., Gard. Chron., n.s. (1886)
  - Orchidantha borneensis  N.E.Br., Gard. Chron., n.s. (1886)
  - Orchidantha chinensis  T.L.Wu (1964)
    - Orchidantha chinensis var. chinensis
    - Orchidantha chinensis var. longisepala (D.Fang) T.L.Wu (1997 publ. 1998).

  - Orchidantha fimbriata  Holttum (1970)
  - Orchidantha foetida  Jenjitt. & K.Larsen (2002 publ. 2003)
  - Orchidantha grandiflora  Mood & L.B.Pedersen (2001)
  - Orchidantha holttumii  K.Larsen (1993)
  - Orchidantha inouei  Nagam. & S.Sakai (1999)
  - Orchidantha insularis  T.L.Wu (1964)
  - Orchidantha laotica  K.Larsen (1961)
  - Orchidantha longiflora  (Scort.) Ridl. (1924)
  - Orchidantha maxillarioides  (Ridl.) K.Schum. (1900)
  - Orchidantha quadricolor  L.B.Pedersen & A.L.Lamb (2001)
  - Orchidantha sabahensis  A.L.Lamb & L.B.Pedersen (2001)
  - Orchidantha siamensis  K.Larsen (1961)
  - Orchidantha stercorea H.Ð.Tr?n & Škornick.(2010).
  - Orchidantha suratii  L.B.Pedersen, J.Linton & A.L.Lamb (2001)
  - Orchidantha vietnamica  K.Larsen, Adansonia, n.s. (1973 publ. 1974)

Selon NCBI (22 avr. 2010) :
- genre Orchidantha
  - Orchidantha borneensis
  - Orchidantha cf. borneensis Nagamasu 6689
  - Orchidantha chinensis
  - Orchidantha fimbriata
  - Orchidantha grandiflora
  - Orchidantha holttumii
  - Orchidantha inouei
  - Orchidantha longiflora
  - Orchidantha maxillarioides
  - Orchidantha quadricolor
  - Orchidantha sabahensis
  - Orchidantha siamensis
  - Orchidantha suratii

## Espèces aux noms synonymes, obsolètes et leurs taxons de référence
Selon World Checklist of Selected Plant Families (WCSP) (13 février 2012) :
- Orchidantha calcarea M.R.Hend.(1933)= Orchidantha longiflora  (Scort.) Ridl. (1924)
- Orchidantha longisepala D.Fang (1996) =Orchidantha chinensis var. longisepala (D.Fang) T.L.Wu (1997 publ. 1998).